# Rose (Vorname)
Rose ist ein weiblicher Vorname.

## Herkunft und Bedeutung
Der Name Rose wird häufig vom lateinischen rosa „Rose“ hergeleitet und auf das Symbol für die Jungfrau Maria bezogen. Da dieser Name jedoch schon während des Mittelalters in Gebrauch war, bevor im 19. Jahrhundert von Blumen abgeleitete Namen in Mode kamen, ist es wahrscheinlicher, dass er auch germanische Wurzeln hat. Als solcher stellt er vermutlich eine Kurzform verschiedener Namen dar, die auf hros „Pferd“ oder hrōd „Ruhm“ basieren. Heute wird Rose auch als Kurzform verschiedener Namen, die mit Ros- beginnen, verwendet wie Rosemary, Rosalind oder Rosamund.

## Verbreitung
In den USA zählte Rose [ˈɹoʊz] im ausgehenden 19. Jahrhundert bis ins 20. Jahrhundert hinein zu den beliebtesten Mädchennamen. Seit den 1920er Jahren verlor er langsam an Popularität. Im Jahr 1961 verließ er die Top-100. Obwohl er seine Beliebtheit weiter sank, geriet der Name nie völlig außer Mode. Als niedrigste Platzierung stand er im Jahr 1997 auf Rang 392 der Vornamenscharts. In den 2010er Jahren gewann er wieder  an Popularität, konnte die Hitliste der 100 beliebtesten Mädchennamen jedoch nicht erreichen. Im Jahr 2023 stand er auf Rang 124. Im ausgehenden 19. und beginnenden 20. Jahrhundert wurde Rose auch gelegentlich als Männername vergeben.
Ein ähnliches Bild wie in den USA zeigt sich auch in Kanada. Hier zählte der Name bis 1956 zu den 100 beliebtesten Mädchennamen. Im Jahr 2016 erreichte er diese Hitliste erneut. Zuletzt stand er auf Rang 74 (Stand 2021). Besonders beliebt ist der Name in Québec. Hier zählt er seit 2016 zur Top-20 der Vornamenscharts und erreichte im Jahr 2022 mit Rang 9 sogar die Top-10 der Hitliste.
Auch im Vereinigten Königreich ist der Name Rose verbreitet. In England und Wales findet sich Rose seit 2007 unter den 100 meistgewählten Mädchennamen. Die Top-50 konnte er jedoch nicht erreichen. In Schottland zählte er bereits zu Beginn des 20. Jahrhunderts zu den beliebtesten Mädchennamen des Landes. Erst im Jahr 1963 verließ er die Top-100 der Hitliste. Seit 2010 findet er sich wieder unter den 100 beliebtesten Mädchennamen. In Nordirland trat der Name im Jahr 2011 in die Top-100 der Vornamenscharts ein. Anders als in den übrigen Landesteilen erreichte er hier wiederholt die Top-50.
Rose zählte in Irland bis 1971 und erneut im Jahr 1974 zur Top-100. Seit 2012 zählt er erneut zu dieser Hitliste.
In Australien zählt Rose seit 2008 zu den 100 meistgewählten Mädchennamen. Im Jahr 2023 stand er auf Rang 73 der Hitliste. In Neuseeland fand sich Rose zu Beginn des 20. Jahrhunderts unter den beliebtesten Mädchennamen, verlor schließlich jedoch an Popularität. Im Jahr 1989 erreichte er nach 59 Jahren erstmalig wieder die Top-100 der Vornamenscharts. Mit Rang 54 erreichte er seine höchste Popularität im Jahr 2015. Seine letzte Top-100-Platzierung erreichte der Name im Jahr 2021.
Rose [ʁoz] gehörte in Frankreich in der ersten Hälfte des 20. Jahrhunderts zu den 100 beliebtesten Mädchennamen. Erst im Jahr 1950 verließ er diese Hitliste. Von den 1970er bis in die 1990er Jahre hinein geriet er außer Mode. Ende der 1990er Jahre gewann er erneut an Popularität. Seit 2006 zählt er erneut zur Top-100 der Vornamenscharts. Im Jahr 2010 stieg er in die Top-10 der Hitliste auf.
In Belgien zählt Rose seit 2013 zu den 100 meistgewählten Mädchennamen. Mit Rang 34 erreichte er seine höchste Platzierung im Jahr 2019.
Der Name Rose gewann in den Niederlanden seit den 1930er Jahren an Popularität. In den 1970er und 1980er Jahren kam es zu einem leichten Einbruch der Beliebtheit, konnte in den 1990er Jahren jedoch wieder gewinnen. Jedoch zählte der Name nie zu den beliebtesten Mädchennamen des Landes.
In Brasilien war der Name Rose [ˈhɔ.zi] von den 1950er bis in die 1970er Jahre hinein geläufig.
In Deutschland wird der Name Rose [ˈʁoːzə] eher selten vergeben. Zwischen 2010 und 2023 wurde er etwa 800 Mal als erster Vorname vergeben. Das durchschnittlicher Alter einer Frau namens Rose beträgt 69 Jahre. Im Jahr 2023 belegte Rose Rang 433 der beliebtesten Mädchennamen. Als Folgename ist Rose weitaus populärer und stand im selben Jahr auf Rang 8 der Hitliste.

## Varianten
- Bulgarisch: Роза Roza
- Deutsch: Rosa
  - Diminutiv: Rosi
- Englisch: Rosa, Royce
  - Mittelalterlich: Rohese, Rohesia, Royse
  - Diminutiv: Rosie, Rosy
- Färöisch: Rósa
- Finnisch: Roosa, Rosa
- Französisch
  - Diminutiv: Rosette, Rosine
- Isländisch: Rós, Rósa
- Irisch: Róis, Róise
  - Diminutiv: Róisín, Rosheen
- Italienisch: Rosa
  - Diminutiv: Rosella, Rosetta, Rosina
- Kroatisch: Ruža
  - Diminutiv: Rozika, Ružica
- Litauisch: Rožė
- Mazedonisch: Роза Roza, Ружа Ruža
- Niederländisch: Roos, Rosa
  - Diminutiv: Roosje
- Polnisch: Róża
- Portugiesisch: Rosa
  - Diminutiv: Rosinha
- Russisch: Роза Roza
- Serbisch: Ружа Ruža
  - Diminutiv: Ружица Ružica
- Spanisch: Rosa
  - Diminutiv: Rosita
- Tschechisch: Růžena
- Ungarisch: Róza, Rózsa
  - Diminutiv: Rozina, Rózsi

## Bekannte Namensträger
- Rose Abdoo (* 1962), US-amerikanische Schauspielerin
- Rose May Alaba (* 1994), österreichische Sängerin
- Rose Mary Almanza (* 1992), kubanische Leichtathletin
- Lily-Rose Aslandogdu (* 2003), britische Schauspielerin
- Rose Ausländer (1901–1988), deutsch- und englischsprachige Lyrikerin
- Rose Austerlitz (1876–1939), deutsche Schriftstellerin und Redakteurin
- Rose-Aimée Bacoul (* 1952), französische Sprinterin
- Rose Bampton (1907–2007), US-amerikanische Opernsängerin (Sopran)
- Rose Marie Beck (* 1964), deutsche Sprachwissenschaftlerin und Professorin für Afrikanistik
- Rose Becker (1929–2019), deutsche Schauspielerin
- Rose Bertin (1747–1813), französische Schneiderin und Hutmacherin
- Rose Blumkin (1893–1998), US-amerikanische Unternehmerin russischer Abstammung
- Rose Bracher (1894–1941), britische Biologin und Botanikerin
- Rose Marie Bravo (* 1951), US-amerikanische Managerin
- Rose de Burford († 1329), englische Kauffrau
- Rose Byrne (* 1979), australische Schauspielerin
- Rose Chelimo (* 1989), bahrainische Langstreckenläuferin kenianischer Herkunft
- Rose Chéri (1824–1861), französische Schauspielerin
- Rose Cheruiyot (* 1976), kenianische Langstreckenläuferin
- Rose Jepkemboi Chesire (* 1985), kenianische Marathonläuferin
- Rose Cleveland (1846–1918), US-amerikanische First Lady
- Rose Cohen (1894–1937), britische Feministin und Suffragette
- Rose Terry Cooke (1827–1892), US-amerikanische Autorin und Dichterin
- Rose Laub Coser (1916–1994), US-amerikanisch-deutsche Soziologin
- Rose Marie Dähncke (* 1925), deutsche Mykologin
- Rose Davies (* 1999), australische Langstreckenläuferin
- Rose Diebold (* 1953), deutsche Tischtennisspielerin
- Rose Dieng-Kuntz (1956–2008), senegalesische Informatikerin
- Rose Dione (1875–1936), Filmschauspielerin
- Rose Drieling (1909–1991), deutsche Leichtathletin
- Rose-Adélaïde Ducreux (1761–1802), französische Künstlerin und Musikerin
- Rose-Marie Ducrot (* 1937), Schweizer Politikerin (CVP)
- Rose Dugdale (1941–2024), britische Terroristin der IRA
- Rose Dupuis (1791–1878), französische Schauspielerin
- Rose Eisner-Marquart (1883–1940), deutsche Malerin und Grafikerin
- Rose Elliot, britische Schriftstellerin
- Rose English (* 1950), britische Künstlerin
- Rose Estes (* 1940), US-amerikanische Autorin
- Rose Finn-Kelcey (1945–2014), britische Video-, Installations- und Performancekünstlerin
- Rose Franken (1895–1988), US-amerikanische Autorin von Romanen, Theaterstücken und Drehbüchern
- Rose de Freitas (* 1949), brasilianische Politikerin
- Rose de Freycinet (1794–1832), Ehefrau des französischen Forschungsreisenden Louis de Freycinet
- Rose Friedman († 2009), US-amerikanische Wirtschaftswissenschaftlerin
- Rose Friedrich (1877–1953), deutsche Malerin und Grafikerin
- Rose Gerisch (1894–1955), deutsche Politikerin und Abgeordnete (SPD, SED)
- Rose Girone (1912–2025), polnisch-US-amerikanische Holocaust-Überlebende und Supercentenarian
- Rose Glass, britische Drehbuchautorin und Filmregisseurin
- Rose Goldblatt (1913–1997), kanadische Pianistin und Musikpädagogin
- Rose Götte (* 1938), deutsche Journalistin, Erziehungswissenschaftlerin und Politikerin (SPD), MdB, MdL
- Rose Gottemoeller (* 1953), US-amerikanische Diplomatin
- Rose Graham (1875–1963), britische Kirchenhistorikerin
- Rose Gray (1939–2010), britische Köchin
- Rose Greely (1887–1969), US-amerikanische Landschaftsarchitektin
- Rose Hajdu (* 1956), deutsche Architekturfotografin
- Rose Hart (1942–2012), ghanaische Sprinterin, Hürdenläuferin, Diskuswerferin und Kugelstoßerin
- Rose Heilbron (1914–2005), britische Juristin
- Rose Hempel (1920–2009), deutsche Kunsthistorikerin, Hauptkustodin des Hamburger Museums für Kunst und Gewerbe
- Rose Hobart (1906–2000), US-amerikanische Schauspielerin
- Rose Hudson-Wilkin (* 1961), britische Bischöfin der Church of England
- Rose-Marie Huuva (* 1943), schwedische Dichterin sowie Textil- und Bildkünstlerin
- Rose-Marie Joray (* 1929), Schweizer Grafikerin, Malerin, Illustratorin und Kunstpädagogin
- Rose Kabagyeni (* 1974), ugandische Politikerin (NRM)
- Rose Kabuye (* 1961), ruandische Politikerin
- Rose Kemp (* 1984), englische Sängerin und Gitarristin
- Rose Kennedy (1890–1995), US-amerikanische Mutter von John F. Kennedy
- Rose Kirn (1941–2022), deutsche Organistin, Kirchenmusikerin und Hochschullehrerin
- Rose-Marie Kirstein (1940–1984), deutsche Schauspielerin und Synchronsprecherin
- Rose Jerotich Kosgei (* 1981), kenianische Langstreckenläuferin
- Rose Krenn (1884–1970), österreichische Kunsthandwerkerin, Keramikerin und Textilkünstlerin
- Rose Lagercrantz (* 1947), schwedische Schriftstellerin
- Rose Wilder Lane (1886–1968), US-amerikanische Schriftstellerin und politische Theoretikerin
- Rose Laurens (1951–2018), französische Sängerin
- Rose Lavelle (* 1995), US-amerikanische Fußballspielerin
- Rose Leke (* 1947), afrikanische Ärztin
- Rose Agatha Leon (1913–1999), jamaikanische Politikerin (JLP und PNP)
- Rose Leslie (* 1987), britische Schauspielerin
- Rose Lesser (1908–2002), deutsch-japanische Autorin und Lehrerin
- Rose Liechtenstein (1887–1955), deutsche Theater- und Filmschauspielerin der Stummfilmzeit
- Rose Livingston (1860–1914), US-amerikanische Stifterin und Kunstmäzenin
- Rose Loga (* 2002), französische Hammerwerferin
- Rose Lokonyen (* 1995), Mittelstreckenläuferin
- Rose McConnell Long (1892–1970), US-amerikanische Politikerin
- Rose Macaulay (1881–1958), britische Schriftstellerin
- Rose Maddox (1925–1998), US-amerikanische Countrysängerin
- Rose Magers (* 1960), US-amerikanische Volleyballspielerin
- Rose von Mangoldt (1877–1967), deutsche Volkswirtschaftlerin, Autorin, Journalistin, Frauenrechtlerin und Sozialreformerin
- Rose Lee Maphis (1922–2021), US-amerikanische Country-Sängerin
- Rose Marie (1923–2017), US-amerikanische Komikerin und Schauspielerin
- Rose McDermott (* 1962), US-amerikanische Politikwissenschaftlerin
- Rose McDowall (* 1959), schottische Musikerin
- Rose McGowan (* 1973), US-amerikanische Schauspielerin
- Rose McGrandle (* 1987), britische Skeletonpilotin
- Rose McGrew (1875–1956), US-amerikanische Opernsängerin (Sopran) und Gesangslehrerin
- Rose McIver (* 1988), neuseeländische Schauspielerin
- Rose Meller (1902–1960), ungarisch-österreichische Schriftstellerin und Mikrobiologin
- Rose Meth (1925–2013), polnisch-amerikanische Widerstandskämpferin im KZ Auschwitz-Birkenau, Überlebende des Holocaust
- Rose Modesto (* 1978), brasilianische Politikerin und Lehrerin
- Rose Mofford (1922–2016), US-amerikanische Politikerin
- Rose Montmasson (1823–1904), italienische Patriotin, Teilnehmerin an Garibaldis Zug der Tausend
- Rose Mooney, irische Harfenistin
- Rose Mooney-Slater (1902–1981), US-amerikanische Physikerin und Hochschullehrerin
- Rose Mukantabana (* 1961), ruandische Anwältin, Frauenrechtsaktivistin und Politikerin
- Rose Murphy (1913–1989), US-amerikanische Rhythm-and-Blues- und Jazzsängerin sowie Pianistin
- Rose Nabinger (* 1948), deutsche Jazzsängerin und Funktionärin
- Rose Namajunas (* 1992), US-amerikanische Kampfsportlerin
- Rose Standish Nichols (1872–1960), US-amerikanische Landschaftsarchitektin und Friedensaktivistin
- Rose Marie Nijkamp (* 2006), niederländische Tennisspielerin
- Rose Kerubo Nyangacha (* 1976), kenianische Marathonläuferin
- Rose Nyland (1929–2004), deutsche Schriftstellerin, MdV
- Rose Oehmichen (1901–1985), deutsche Schauspielerin und Mitgründerin der Augsburger Puppenkiste
- Rose-Marie Olischer (1925–2006), deutsche Neurologin und Hochschullehrerin
- Rose Ouellette (1903–1996), kanadische Komikerin, Sängerin und Schauspielerin
- Rose O’Neal Greenhow (1815–1864), Spionin im Amerikanischen Bürgerkrieg
- Rose O’Neill (1874–1944), US-amerikanische Künstlerin und Frauenrechtlerin
- Rose-Marie Pagnard (* 1943), Schweizer Schriftstellerin
- Rose Pauly (* 1938), deutsche Politikerin (FDP), MdHB und MdB (Hamburg)
- Rose Pauly, Opernsängerin (Sopran)
- Rose Peltesohn (1913–1998), israelische Mathematikerin
- Rose M. Poole (1880–1963), US-amerikanische Kinobetreiberin und Politikerin
- Rose-Marie Precht (1938–2000), finnische Schauspielerin
- Rose Rand (1903–1980), austroamerikanische Logikerin und Philosophin
- Rose Christiane Raponda (* 1963), gabunische Politikerin, Premierministerin von Gabun
- Rose Rauch (1912–1988), deutsche Schauspielerin und Sängerin
- Rose Reilly (* 1955), britisch-italienische Fußballspielerin
- Rose Reimann-Hunziker (1912–2000), Schweizer Gynäkologin und Geburtshelferin
- Rose Francine Rogombé (1942–2015), gabunische Politikerin
- Rose Rollins (* 1981), US-amerikanische Schauspielerin und Model
- Rose (* 1978), französische Sängerin
- Rosé (* 1997), südkoreanische Sängerin, Tänzerin und Model
- Rosé (* 1989), US-amerikanische Dragqueen und Sängerin
- Rose Marie (1956–2024), nordirische Sängerin
- Rose von Turaida (1601–1620), Waisenkind
- Rose von Rosthorn-Friedmann (1864–1919), österreichische Alpinistin
- Rose Renée Roth (1902–1990), österreichische Schauspielerin
- Rose Schlösinger (1907–1943), deutsche Widerstandskämpferin
- Rose Schneiderman (1882–1972), US-amerikanische Gewerkschafterin
- Rose-Claire Schüle (1921–2015), Schweizer Ethnologin und Dialektologin
- Rose Marie Schulz-Rehberg (* 1945), Schweizer Kunsthistorikerin und Restauratorin
- Rose Schwarz (1935–2017), deutsche Missionarin, Kranken- und OP-Schwester
- Rose Whelan Sedgewick (1903–2000), US-amerikanische Mathematikerin und Hochschullehrerin
- Rose Senger (1869–1945), deutsche Ärztin, Gynäkologin, Pädiaterin und Geburtshelferin
- Rose Simmonds (1877–1960), australische Fotografin
- Rose Sommer-Leypold (1909–2003), deutsche Malerin
- Rose Stackpole (* 1995), australische Synchronschwimmerin
- Rose Stein (1901–1976), deutsche Harfenistin und Musikpädagogin
- Rose Pastor Stokes (1879–1933), US-amerikanische Aktivistin, Autorin und Frauenrechtlerin
- Rose Stoppel (1874–1970), deutsche Hochschullehrerin, erste Professorin für Botanik in Deutschland
- Rose Stradner (1913–1958), österreichische Schauspielerin
- Rose Marie Stuckert-Schnorrenberg (1926–2021), deutsche Malerin
- Rose Summerfield (1864–1922), australische Frauenrechtlerin, Gewerkschafterin und Arbeiterführerin
- Rose Sutro (1870–1957), US-amerikanische Pianistin
- Rose Tata-Muya (* 1960), kenianische Hürdenläuferin, Sprinterin und Mittelstreckenläuferin
- Rose Tremain (* 1943), englische Schriftstellerin
- Rose Troche (* 1964), US-amerikanische Regisseurin, Fernsehproduzentin und Drehbuchautorin
- Ruby Rose Turner (* 2005), US-amerikanische Schauspielerin, Sängerin und Tänzerin sowie Model und Influencerin
- Rose Valland (1898–1980), französische Kunsthistorikerin und Widerstandskämpferin
- Rose Veldtkirch (1891–1971), deutsche Schauspielerin
- Rose Vestris (1746–1804), französische Bühnenschauspielerin
- Rose Villain (* 1989), italienische Rapperin und Popsängerin
- Rose Williams (* 1994), britische Schauspielerin
- Rose Woldstedt-Lauth (1889–1966), elsässisch-deutsche Schriftstellerin
- Rose Mary Woods (1917–2005), US-amerikanische Sekretärin von Richard Nixon
- Rose-Marie Wörner (1927–2015), deutsche Garten- und Landschaftsarchitektin mit dem Schwerpunkt Gartendenkmalpflege
- Rose Xeyi (* 2001), südafrikanische Sprinterin und Weitspringerin
- Rose Yeboah (* 2001), ghanaische Hochspringerin
- Rose Zwi (1928–2018), südafrikanisch-australische Schriftstellerin